# Lorenzo Guerini
Lorenzo Guerini (Lodi, 21 de noviembre de 1966) es un político italiano, miembro del Partido Democrático. Guerini se desempeñó como Ministro de Defensa en los gabinetes de los sucesivos Primeros Ministros Giuseppe Conte y Mario Draghi desde el 5 de septiembre de 2019. En marzo de 2014, fue designado por el secretario del Partido Democrático, Matteo Renzi, subsecretario junto con Debora Serracchiani, cargo que ocupó hasta mayo de 2017. De 2005 a 2012 se desempeñó como alcalde de Lodi, su ciudad natal.

## Biografía
Guerini se graduó en Ciencias Políticas en la Universidad Católica del Sagrado Corazón de Milán. Después del servicio militar básico, trabajó en la industria de seguros. En la década de 1990 también participó activamente en la política local para la Democrazia Cristiana y luego para el partido sucesor Partito Popolare Italiano, primero como concejal y también como magistrado en su ciudad natal lombarda de Lodi. En 1995, a la edad de 28 años, fue elegido Presidente de la Provincia de Lodi; entonces era el más joven de todos los presidentes provinciales italianos. En 2005 y 2010, Guerini fue elegido alcalde de Lodi con la mayoría absoluta de los votos emitidos en la primera vuelta.
Miembro del Partito Democrático desde 2007 debido a fusiones de partidos, renunció a su cargo de alcalde en Lodi a fines de 2012 para presentarse como candidato en las elecciones parlamentarias italianas en febrero de 2013. A fines de 2013 se convirtió en miembro del comité ejecutivo nacional del Partido Demócrata en Roma, donde ocupó sucesivamente los cargos de portavoz, líder adjunto del partido y coordinador ejecutivo. En el período legislativo hasta 2018, Guerini fue miembro del Comité de Defensa y del Comité Parlamentario para el Control de los Servicios de Inteligencia de Italia. En las elecciones generales de 2018, Guerini pudo defender su escaño en el parlamento a pesar de las pérdidas significativas del Partido Demócrata. Presidió el Comité de Supervisión de Inteligencia Parlamentaria y fue miembro del Comité de Asuntos Exteriores. Como parte de la formación del gabinete Conte II, que también contó con el apoyo del Partido Demócrata, Guerini asumió el cargo de ministro de Defensa el 5 de septiembre de 2019. Después de que Giuseppe Conte dimitiera como primer ministro de Italia, fue confirmado en el cargo por el sucesor designado Mario Draghi el 12 de febrero de 2021.